# Томпсон (Коннектикут)
Томпсон (англ. Thompson) — місто (англ. town) в США, в окрузі Віндем штату Коннектикут. Населення — 9189 осіб (2020).

## Демографія
Згідно з переписом 2010 року, у місті мешкало 9458 осіб у 3730 домогосподарствах у складі 2587 родин. Було 4171 помешкання
Расовий склад населення:
| - 95,9 % — білих - 0,7 % — азіатів - 0,6 % — чорних або афроамериканців - 0,4 % — корінних американців |

До двох чи більше рас належало 1,7 %. Частка іспаномовних становила 1,8 % від усіх жителів.
За віковим діапазоном населення розподілялося таким чином: 21,8 % — особи молодші 18 років, 63,6 % — особи у віці 18—64 років, 14,6 % — особи у віці 65 років та старші. Медіана віку мешканця становила 42,6 року. На 100 осіб жіночої статі у місті припадало 100,0 чоловіків;  на 100 жінок у віці від 18 років та старших — 97,2 чоловіків також старших 18 років.
Середній дохід на одне домашнє господарство  становив 87 836 доларів США (медіана — 77 267), а середній дохід на одну сім'ю — 102 278 доларів (медіана — 89 651). Медіана доходів становила 56 266 доларів для чоловіків та 50 864 долари для жінок. За межею бідності перебувало 5,6 % осіб, у тому числі 3,5 % дітей у віці до 18 років та 7,3 % осіб у віці 65 років та старших.
Цивільне працевлаштоване населення становило 5085 осіб. Основні галузі зайнятості: освіта, охорона здоров'я та соціальна допомога — 30,2 %, виробництво — 15,5 %, роздрібна торгівля — 11,3 %, науковці, спеціалісти, менеджери — 8,7 %.